# Cache Mountain
Der Cache Mountain ist ein Berg im nordöstlichen Teil des Yellowstone-Nationalparks im US-Bundesstaat Wyoming. Sein Gipfel hat eine Höhe von 2926 m. Er befindet sich einige Kilometer südlich der Grenze zum Bundesstaat Montana und ist Teil der Absaroka-Bergkette in den Rocky Mountains.

## Belege
1. ↑  Cache Mountain - Peakbagger.com. Abgerufen am 20. Dezember 2020.